# Manuel I do Congo
Manuel I Afonso (Manuel Afonso Anginga tem Nlenke ou Elenke; Falecido em 1693) foi um nobre congolês e pretendente ao trono do Reino do Congo, tendo governado várias regiões durante o tempo de  guerra civil, quando o país estava repartido entre diferentes facções. Foi governante de Quibango (1685-1690), São Salvador (1691-1692) e Incondo (1692-1693). 

## Biografia
D. Manuel Afonso era da Casa de Quimpanzo e sucedeu D. André I como rei em Quibango. Sua subida ao trono foi contestada por pelos irmãos de André I, que anos antes haviam formado uma nova casa; Água Rosada, com união de Quimpanzo e Quinzala. D. Manuel se aliou a D. Álvaro de Água Rosada e juntos promovem um golpe e conseguem destronar D. Manuel de Quibango que foge para Soyo. Logo após isso D. Álvaro de Água Rosada é proclamado como D. Álvaro X. Em contrapartida, o conde de Soyo apoiou D. Manuel como legítimo rei em São Salvador. Mesmo assim, Manuel não se sentia seguro na antiga e destruída capital, fugindo logo para Incondo. 

Em agosto de 1691, D. João Barreto da Silva, conde de Soyo (1691-1697) enviou um exercito para apoiar D. Manuel em sua nova empreitada. No final de 1691, D. Manuel invade Incondo com apoio de Soyo e fazem sua rainha, Ana Afonso de Leão, fugir. D. Pedro Vale das Lagrimas, sobrinho da rainha, tenta reconquistar Incondo em defesa de sua tia, mas é derrotado em 1692. D. Manuel atribui o título de duque de Umbamba para D. Aleixo e o de marquês de Wembo para D. Pedro Constantino da Silva. Os mesmos que haviam sido agraciados pelo rei, seriam seus algozes, já que D. Pedro Constantino da Silva conspirou contra D. Manuel I e o matou, enviando sua cabeça como presente para Álvaro X em Quibango.